# 弗拉季斯拉夫卡 (米羅諾夫卡區)
49°37′39″N 30°56′41″E / 49.62750°N 30.94472°E
弗拉迪斯拉夫卡（烏克蘭語：Владиславка）是位於烏克蘭北部的村莊，由基辅州奧布希夫區的米羅尼夫卡市鎮負責管轄。該村始建於1754年，面積30.7平方公里，2001年人口1,666，人口密度每平方公里54.3人。